# Yamanouchi, Nagano
Yamanouchi (japanska: ノ内町?, Yamanouchi-machi) är en landskommun  i Nagano prefektur i Japan. Kommunen bildades 1955.
En del av Jōshin'etsu-kōgen nationalpark ligger i kommunen med Shiga Kōgen, ett höglandsområde med ett antal skidanläggningar, och Jigokudani Yaen Kōen, en parkanläggning med frigående japanska makaker (Macaca fuscata) som badar i heta källor (onsen). 